# Walter Groß (Heimatforscher)
Walter Groß (* 3. Juni 1919 in Ritzendorf, Sankt Veit an der Glan; † 2016) war ein österreichischer Volksschullehrer, Heimatforscher und paläontologischer Sammler. Groß war Volksschuldirektor in Passering, Kappel am Krappfeld, Kärnten. Er war im Besitz zahlreicher Fossilienfundstücke, von denen er viele veröffentlicht hat.

## Veröffentlichungen
- Über den von R. Hoernes 1891 entdeckten Arthrodiren-Rest aus dem Grazer Paläozoikum. In: Jahrbuch der Geologischen Bundesanstalt. Band 101, 1958, ISSN 0378-0864, S. 139–146 (zobodat.at [PDF; 806 kB]).
- mit Alfred Vogelsberger: Fische „sehen“ mit Ultraschall. Teilergebnisse der Roten-Meer-Filmexpedition 1964. In: Mitteilungen aus dem Haus der Natur. Jahrgang 7, Heft 2, 1965, ZDB-ID 1324442-5, S. 45–50 (zobodat.at [PDF; 2,9 MB]).
- Die Vogelwelt um den Passeringer Stausee. In: Carinthia II. Jahrgang 162 = 82, 1972, S. 315–318 (zobodat.at [PDF; 348 kB]).
- Knochenfunde im Schotter des südlichen Krappfeldes. (Mit 2 Abbildungen). In: Carinthia II. Jahrgang 169 = 89, 1979, S. 99–101 (zobodat.at [PDF; 1,3 MB]).
- Pfarrer Sulzer von Lölling- ein unbekannt gebliebener Kärntner Ornithologe. In: Carinthia II. Jahrgang 170 = 90, 1980, S. 333–345 (zobodat.at [PDF; 1,7 MB]).
- Die Flattnitz-ein Dorado für den Naturfreund. In: Carinthia II. Jahrgang 171 = 91, 1981, S. 169–173 (zobodat.at [PDF; 502 kB]).
- Krebsfunde im Kalksteinbruch der Wietersdorfer Zementwerke. In: Carinthia II. Jahrgang 171 = 91, Klagenfurt 1981, S. 371–375 (zobodat.at [PDF; 2,2 MB]).
- Naturkundliches aus der Umgebung von Hochosterwitz. In: Carinthia II. Jahrgang 172 = 92, 1982, S. 219–224, (zobodat.at [PDF; 644 kB]).
- Funde von Rudisten in der Umgebung von Passering. (Mit 1 Tafel). In: Carinthia II. Jahrgang 174 = 94, 1984, S. 315–318 (zobodat.at [PDF; 937 kB]).